# クイズハッカー
『クイズハッカー』は、日本テレビで放送されていたクイズバラエティ番組。

## 概要
回答者にインターネットで検索をさせ、問題に答えさせる出題形式が特色となっている。

## 出演者
MC
- 指原莉乃

進行
- 青木源太（当時日本テレビアナウンサー、#3まで）
- 滝菜月（日本テレビアナウンサー、#4）

実況
- 安村直樹（日本テレビアナウンサー、#4）

## 放送リスト
| 放送回数 | 放送日                   | 時間          | ゲスト | 備考                             |
| -------- | ------------------------ | ------------- | --- | -------------------------------- |
| 1        | 2019年6月22日（土曜日）  | 13:30 - 14:00 | 陣内智則、高橋真麻、箕輪厚介、岡部大（ハナコ）、朝日奈央 | サタデーネクスト枠               |
| 2        | 2019年6月29日（土曜日）  | 13:30 - 14:00 | 陣内智則、高橋真麻、若槻千夏、伊野尾慧（Hey! Say! JUMP）松丸亮吾 | サタデーネクスト枠               |
| 3        | 2019年11月28日（木曜日） | 19:00 - 20:54 | 〈Aブロック〉中山秀征、水野美紀、陣内智則、若槻千夏、松丸亮吾、鈴木福〈Bブロック〉羽鳥慎一、アンミカ、吉村崇（平成ノブシコブシ）、青山テルマ、伊野尾慧、ブルゾンちえみ | 初の全国ネット・ゴールデンタイム |
| 4        | 2021年3月21日（日曜日）  | 13:15 - 15:00 | 菊池風磨（Sexy Zone）、小瀧望（ジャニーズWEST）、田中樹（SixTONES）、生見愛瑠、陣内智則、中村隼人、松丸亮吾、井上裕介（NON STYLE）、福田麻貴（3時のヒロイン）          | サンバリュ枠                     |

### レギュラー版
| 放送回数 | 放送日                  | 時間        | ゲスト                                                                            | 備考 |
| -------- | ----------------------- | ----------- | --------------------------------------------------------------------------------- | ---- |
| 1        | 2021年5月22日（土曜日） | 1:05 - 1:34 | 木村昴、久間田琳加、陣内智則、田中樹（SixTONES）、玉井詩織（ももいろクローバーZ） |      |
| 2        | 2021年5月29日（土曜日） | 1:00 - 1:29 | 木村昴、久間田琳加、陣内智則、田中樹（SixTONES）、玉井詩織（ももいろクローバーZ） |      |
| 3        | 2021年6月5日（土曜日）  | 1:25 - 1:54 | 木村昴、久間田琳加、陣内智則、田中樹（SixTONES）、玉井詩織（ももいろクローバーZ） |      |

## スタッフ
●=レギュラー版から加入
- 企画・演出：中村文彦
- ナレーション(#3,4と●)：森富美（日本テレビアナウンサー、●、#4は出題ナレーション）、森圭介（日本テレビアナウンサー、●）
- 構成：酒井健作、鈴木遼、水野圭祐（水野→●、#3,4は問題作成）
- TM：望月達史
- SW：蔦佳樹
- CAM：矢作陽一
- MIX：中野裕介（#3,4と●）
- VE：鈴木昭博（#4と●）
- 照明：市川朋樹
- モニター：五島陽一
- 音効：浅井孟義
- 編集：髙橋龍太（●）
- MA：大塚淳未（●）
- 美術プロデューサー：稲本浩
- デザイナー：北村春美
- 大道具：勝間田志雲（●）
- 小道具：米山幸市（#4と●）
- 電飾：池田大介（#4と●）
- 技術協力：NiTRO、インターナショナルクリエイティブ、スタジオヴェルト（スタジオ→#4と●）
- 美術協力：日テレアート
- 写真協力(#4と●)：アフロ（#1,4と●、#2,3は写真・映像協力）
- デスク：宮沢薫
- TK：長坂真由美
- 演出補：河野寛之、渡辺晴喜（河野→#3,4と●、渡辺→#4と●）
- AP：石田真之介（#4と●）
- ディレクター：畠山俊一、石山裕一朗、吉村彰人、ネルムス健（畠山・石山・吉村→#4と●、ネルムス→●）
- チーフディレクター(#4と●)：鍋田拓朗（●、#4はディレクター）
- 演出(●)：恵面亮介（●、#3はディレクター、#4はチーフディレクター）
- プロデューサー：國谷茉莉、藤井良記、竹下美佐、山口絵梨香（竹下→#3,4と●、藤井→#4と●、山口→●、#3,4はAP）
- チーフプロデューサー：江成真二（#4と●）
- 制作協力：日企（#3,4と●）
- 製作著作：日テレ

### 過去のスタッフ
- ナレーション(#3,4と●)：服部潤（#3,4）
- 出題ナレーション：延友陽子（日本テレビアナウンサー）、菅谷大介（日本テレビアナウンサー、#3）
- 構成：佐藤優介（#4）
- 問題作成：近藤仁美、小堀裕也（近藤・小堀→#4まで）、山本悠介（山本→#1・2は問題作成協力）、安達孝之（山本・安達→#3）
- MIX：伊藤義典（#1・2）
- VE：佐久間治雄（#1・2）、石野太一（#3）
- 編集：生田目隼、和知美里（共に#3まで）、高野孝太（#4）
- MA：森川享祐（#1）、眞坂聡美（#2-4）
- CG：古川滋彦、安田朝実、三宅玲（共に#3まで）
- 大道具：蛭川慎也（#4まで）
- 小道具：佐々木洋平（#1・2）、林孝一（#3）
- 電飾：佐山直也（#1・2）、黒沢裕之（#3）
- 特効(#3)：内山栄一（#3）
- アクリル装飾：松本健（#3まで）
- メイク：小室あい（#1・2）、畠山紗矢香（#3）
- アニメ(#4)：ぴーたん（#4）
- 映像協力：日本相撲協会（#1）
- 写真・映像協力(#2,3)：ゲッティ（#2,3、#1は写真協力）、AP AFP（#2,3）、朝日新聞社、アマナイメージズ（朝日・アマナ→#3）
- 写真協力(#4と●)：ロイター、RIOT Contact、MAYOR OF HIGH WYCOMBE（ロイター・RIOT・MAYOR→#4）
- 機材協力(#3)：レンタル携帯アーラリンク（#3）
- 撮影協力(#3)：秩父鉄道株式会社（#3）
- 問題監修(#3)：篠崎晃一（東京女子大学現代教養学部教授）、新宅広二（生態科学研究機構理事長）（共に#3）
- 演出補：小林美玖、刀祢平翔太、勝見桃子、半田結穂、出原逸、伊藤杏朱、及部弘右平、野本開（共に#1・2）、後藤拓也、宮田稜平、南寧々奈、小西真由（共に#3）、中川千都、荻原未美花、西渕隆（共に#3まで）、斉藤瑞穂（#4）
- AP：濱本理子、吉田翔（共に#3まで）、相馬令子（#3）
- ディレクター：小林哲平（#1）、山村裕一、谷口顕、上保健人（共に#1・2）、山田大樹、飯野修一、松原翔吾（共に#3）、本田拓也、藤田主馬（共に#3まで）、渕聡（#3,4）、馬場まりや、佐々木泰知（共に#4）、髙橋昴平（#4まで）
- プロデューサー：佐藤雄、深谷圭二（共に#3まで）、筒井梨絵（#3）
- チーフプロデューサー：納富隆治（#3まで）
- 制作協力：AXON（#3まで）